# Clásico TV
Clásico TV fue un canal de televisión por suscripción mexicano propiedad de Televisa Networks que transmitía series cómicas que fueron un gran éxito en su momento y que fueron transmitidas por la cadena Televisa. Fue reemplazado por Distrito Comedia cinco años después.

## Historia
Clásico TV inició sus transmisiones el 7 de mayo de 2007, transmitiendo solamente series de los años 1960, 1970 y 1980. A comienzos del 2011 el canal empezó a transmitir series de los años 1990 y 2000.
El 1 de octubre de 2012, Clásico TV fue renombrado Distrito Comedia, emitiendo sólo programas cómicos de los años 1970 a la actualidad.
Clásico TV fue retirado de la grilla de canales de DirecTV en octubre de 2012 para ser reemplazado por Golden Edge.